# Anthem (sång)
Anthem eller I mitt hjärtas land är en sång från musikalen Chess av Tim Rice, Benny Andersson och Björn Ulvaeus. Den sjungs i pjäsen av ryssen/Anatolij, som i originaluppsättningen spelades av Tommy Körberg. Körberg har senare införlivat sången i sin repertoar för andra typer av föreställningar.

## Kerry Ellis version
Kerry Ellis spelade in sin version av sången, producerad av Brian May, och släppte den på singel den 12 december 2010. Den var andra singel ut från hennes debutalbum Anthems.

## Lasse Wellanders version
Gitarristen Lasse Wellander spelade 1992 in en instrumentalversion av sången, utgiven på albumet Från Rickfors till Peterson-Berger. Den låg på Svensktoppen under femton veckor 1992-1993, som högst med en tredjeplacering.

### Fotnoter
1. ↑  Jens Peterson (27 oktober 2002). ”Chess på skiva är laddad med fullträffar” (på svenska). Aftonbladet. http://www.aftonbladet.se/nojesbladet/kronikorer/jenspeterson/article10316187.ab. Läst 9 juli 2017.
2. ↑  Körberg var rädd att få stryk (7 september 2007). ”Körberg var rädd att få stryk” (på svenska). Sydsvenska. https://www.sydsvenskan.se/2007-09-07/korberg-var-radd-att-fa-stryk. Läst 9 juli 2016.
3. ↑  ”Lasse Wellander - Från Rickfors Till Peterson-Berger” (på engelska). Discogs. https://www.discogs.com/Lasse-Wellander-Fr%C3%A5n-Rickfors-Till-Peterson-Berger/release/8204672. Läst 20 mars 2020.